# Cataratas Rusumo
Las cataratas Rusumo son un salto de agua del río Kagera localizado en la frontera entre Ruanda y Tanzania, y es parte de las cabeceras más distantes del río Nilo. A pesar de que la caída de agua en sí no es de una altura considerable en comparación con otros saltos, han jugado un papel importante en la historia de Ruanda, ya que constituyen el único punto para cruzar el río en esa zona.

## Acontecimientos importantes

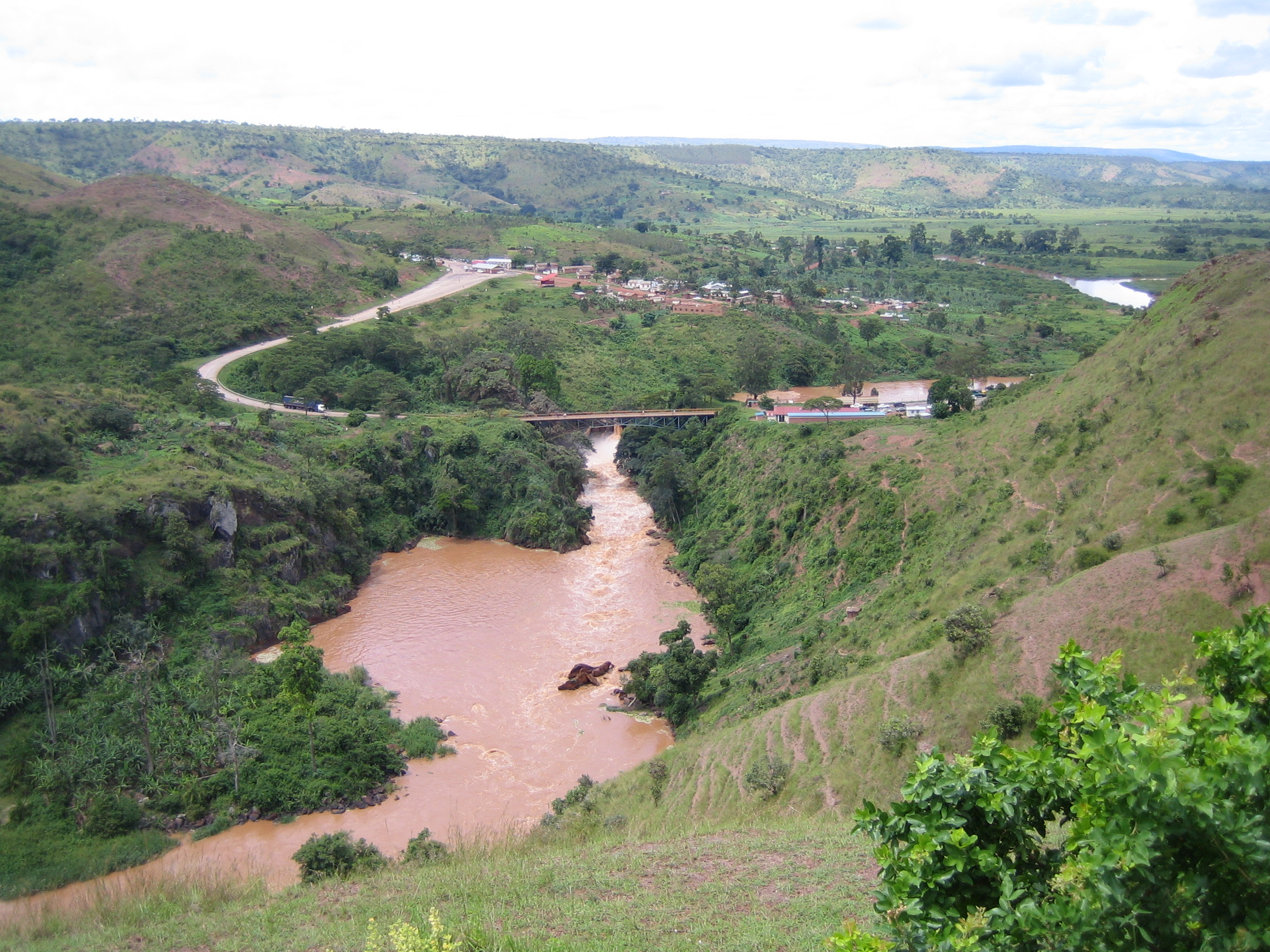
La frontera cruza las cataratas. Tanzania está a la izquierda, Ruanda a la derecha.

Las cataratas fueron el escenario de la primera llegada de los europeos en Ruanda en 1894, cuando el explorador alemán Gustav Adolf von Götzen llegó al otro lado de Tanzania (Ruanda ha sido considerada parte de África Oriental Alemana desde 1885, pero ningún alemán había entrado aún en el país). Götzen continuó desde allí al palacio de la Mwami en Nyanza, y de allí a las orillas del lago Kivu.
Los belgas también entraron en Ruanda en 1916 a través de las cataratas, cuando se hicieron cargo del país durante la Primera Guerra Mundial. El puente era el único cruce del río posible en ese momento, y los alemanes se habían atrincherado en el lado de Ruanda. Al tomar posiciones en las colinas circundantes, los belgas fueron capaces de eliminar estos guardias con artillería, abriendo la vía por la que invadió el resto del país. 2001"
Las cataratas adquirieron fama internacional durante el genocidio de Ruanda de 1994, ya que miles de cadáveres fluyeron por debajo del puente, mientras que una corriente simultánea de refugiados cruzaban sobre ella, huyendo a Tanzania para escapar de los combates. Esta fue una de las salidas de la primera misa de la crisis de refugiados de los Grandes Lagos. El Kagera drena el agua de todas las áreas de Ruanda, excepto el lejano oeste, y en consecuencia llevó a todos los cadáveres que se habían tirado a los ríos de todo el país. Esto llevó a un estado de excepción declarado en áreas próximas a la costa del Lago Victoria en Uganda, donde estos cuerpos finalmente acabado.